# جيمس روز إينز
جيمس روز إينز هو رجل قضاء وقاضي وسياسي جنوب أفريقي، ولد في 8 يناير 1855 في غراهامستاون ‏ في جنوب أفريقيا، وتوفي في 1942 في Kenilworth, Cape Town ‏ في جنوب أفريقيا. انتخب عضو المجلس الخاص بالمملكة المتحدة ‏.